# Successione stratigrafica umbro-marchigiana
La successione umbro marchigiana, nota anche come serie umbro marchigiana, è una successione sedimentaria meso-cenozoica affiorante nell'Italia centrale, soprattutto visibile nelle due regioni da cui prende il nome.

## Stratigrafia

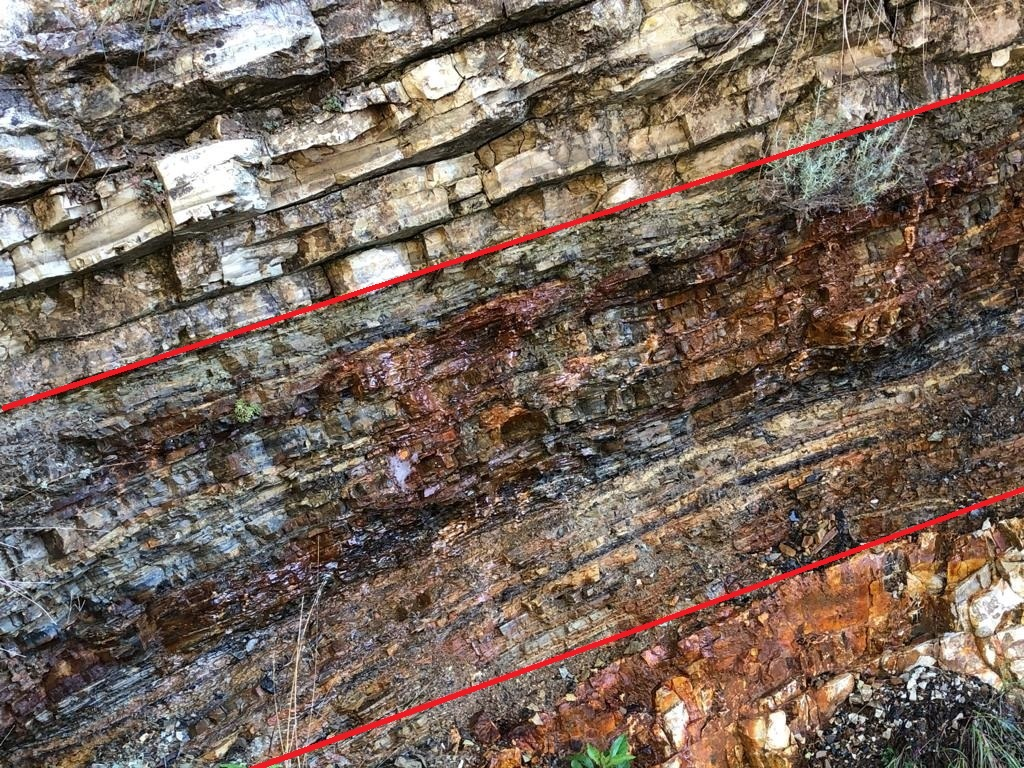
Livello Bonarelli (OAE 2)

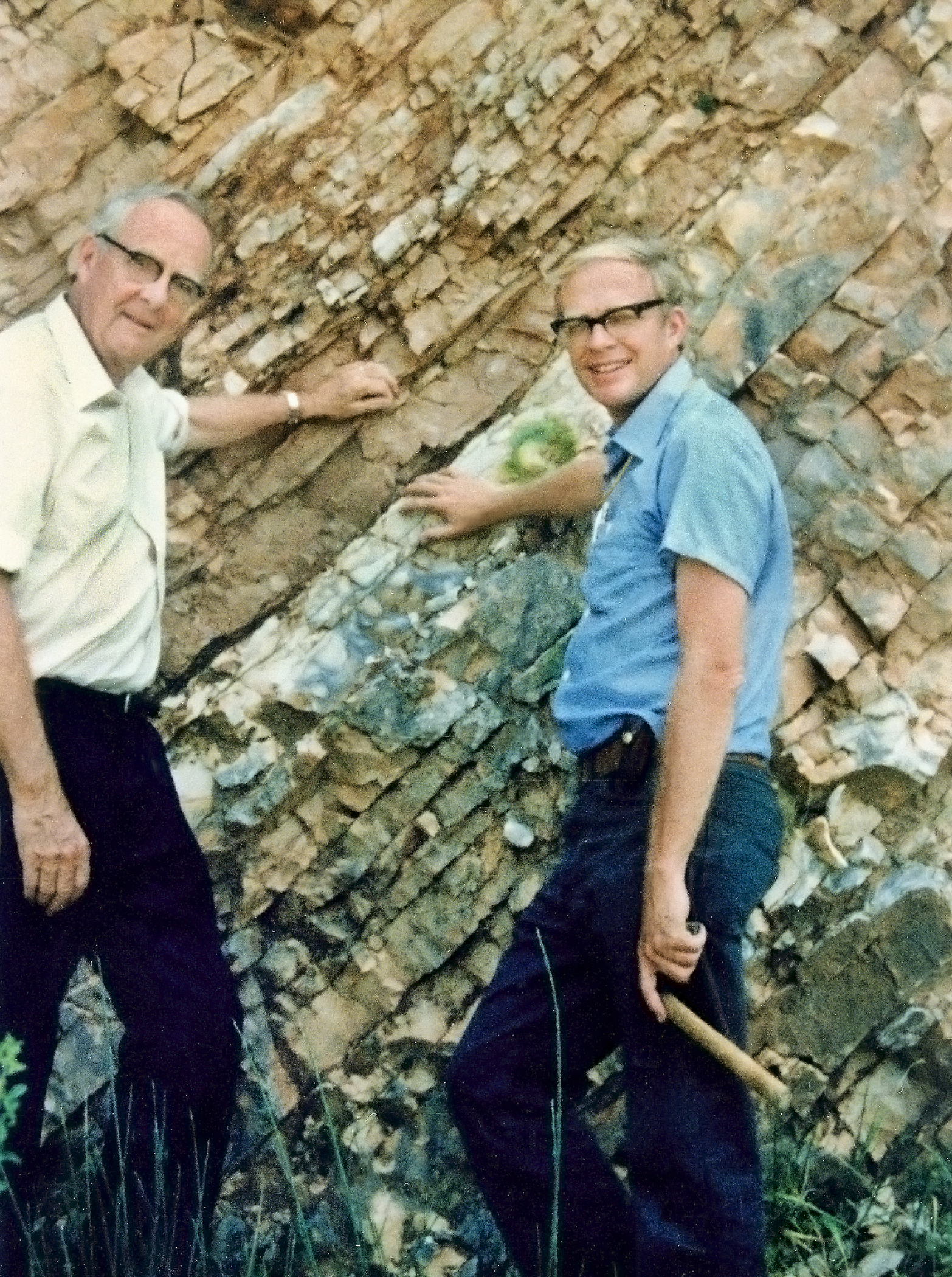
L. Alvarez e suo figlio presso il limite K-T, gola del Bottaccione, Gubbio

La successione può essere distinta in tre tectotopi sovrapposti:
- Basamento pre-triassico
- Evaporiti triassiche
- Copertura sedimentaria meso-cenozoica.

La sedimentazione meso-cenozoica inizia nel Triassico con depositi di piattaforma carbonatica, con facies tipiche (barre oolitiche, laguna, piana tidale), la litologia è nota come Dolomia triassica, essa passa verso l'alto alla piattaforma del calcare massiccio.
Nel Lias inferiore (hettangiano-sinmuriano) inizia l'apertura del bacino profondo e lo smembramento della piattaforma carbonatica. La sedimentazione cambia bruscamente, passando dapprima ad un calcare nodulare, rosso ammonitico e successivamente dal Cretaceo in poi si assisterà soltanto alla sedimentazione di calcari più o meno marnosi, distinguibili per il loro contenuto fossilifero.
Tale subsidenza si protrae fino a circa 20 milioni di anni fa, quando inizia la strutturazione dell'orogenesi appenninica.
Il flysch umbro-marchigiano, sequenza esterna alla Formazione Marnoso Arenacea, costituisce il deposito terrigeno sin-orogenico, tale deposito è costituito da una associazione pelitico-arenacea sottilmente stratificata, all'interno della quale sono intercalate grandi bancate di torbiditi calcareo-silicatiche. L'età di questa formazione è diacrona in quanto la sua deposizione segue la migrazione versione verso est del sistema catena-avanfossa ed è databile internamente al Burdigaliano, mentre nella parte più esterna al Tortoniano basale.
Entro la successione si trova il livello Bonarelli, importante marker stratigrafico conosciuto anche come Cenomanian–Turonian Oceanic Anoxic Event (OAE 2), ben visibile ad esempio nella gola del Furlo, vicino ad Acqualagna, e nella gola del Bottaccione, vicino a Gubbio, ove è stato individuato anche il limite cretacico/terziario e il cui campionamento geochimico ha fornito a Luis e Walter Álvarez lo spunto per la loro ipotesi di estinzione dei dinosauri a seguito della caduta di un meteorite.